# Міжзоряний пил

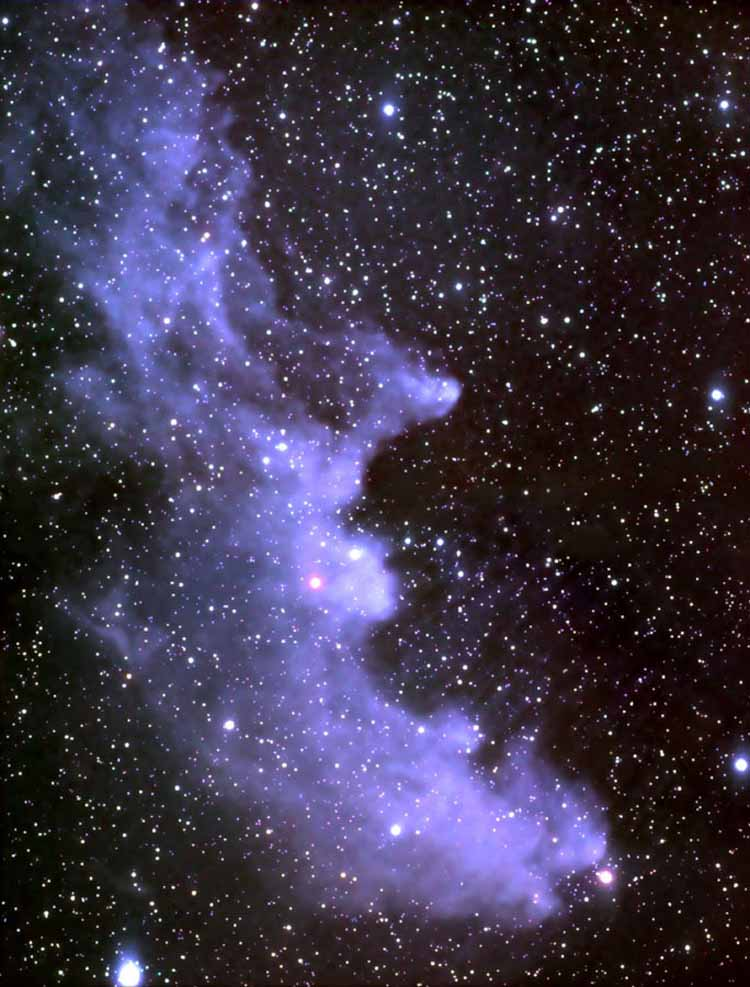
Відбивна туманність Відьмина голова поблизу яскравої зорі Рігель (розташована за межами фото, справа зверху). Блакитний колір туманності зумовлений тим, що частки пилу відбивають блакитне світло краще, ніж червоне.

Міжзо́ряний пил — тверді мікроскопічні частинки, які перебувають у просторі між зорями. 
Типові пилинки розміром від 0,01 до 0,2 мкм мають тугоплавке ядро, оточене крижаною оболонкою та леткими речовинами. Дрібніші графітові та силікатні пилинки оболонки не мають.

## Спостереження
Маса пилу становить близько 1% від маси міжзоряного газу. Як і газ, пил концентрується в галактичній площині, де утворюються газопилові хмари. Пилинки послаблюють випромінювання від далеких зір та інших галактик, змінюють його спектр та поляризацію. Цей ефект особливо виявляється в площині галактики, внаслідок чого земні спостерігачі в цій площині бачать набагато менше далеких об'єктів (перш за все — галактик), що виглядає як зона уникання. Світло зір нагріває міжзоряний пил до декількох десятків Кельвінів, завдяки чому міжзоряний пил є джерелом довгохвильового інфрачервоного випромінювання. Міжзоряний пил також спостерігають як відбивні туманності поблизу яскравих зір. Поляризація світла свідчить про те, що форма пилинок відрізняється від кулястої.

## Утворення пилу
Утворення пилинок починається із зародкових конденсацій, які виникають у досить густому середовищі за температур 500—2000 К. Такі умови є в атмосферах холодних зір-гігантів і надгігантів, в оболонках планетарних туманностей, нових і наднових зір, у газопилових хмарах, з яких утворюються протозорі. 
Холодні зорі постачають не менше 10% зародкових ядер (внесок інших джерел залишається невизначеним). Спочатку в них утворюються найтугоплавкіші конденсації, хімічний склад яких визначається тим, в атмосфері яких зір вони сконденсувалися. Наприклад, у разі вуглецевих зірок, вони будуть складатися переважно з графіту та карбіду кремнію, а в атмосферах кисневих зір — здебільшого з силікатів. Із рухом газу вони пересуваються у все холодніші й холодніші шари, де обростають легкоплавкими речовинами. Якщо рух відбувається досить швидко, то склад утвореної пилинки значно відрізнятиметься від складу середовища, в якому вона утворилася. У міжзоряних хмарах пилинки продовжують обростати леткими речовинами, що складаються з найпоширеніших атомів (H, C, N, O), однак на частинках розміром менше 1 мкм оболонки, мабуть, не утворюються. Зіткнення з іншими пилинками на невеликій швидкості (до 1 км/с) призводить до їх злипання.

## Руйнування пилу
- Поглинання високоенергетиних квантів світла може призводити до вибивання окремих молекул із поверхні пилинок (фотодесорбції)[1].
- Внаслідок нагрівання до високої температури відбувається випаровування (сублімація) летких речовин[1]. Цей процес характерний для протозоряних туманностей та зон H II[2].
- Внаслідок зіткнення з космічними променями та іншими швидкими частинками (зокрема, з іншими пилинками на швидкості понад 20 км/с) відбувається розпилення[1]. Потужні ударні хвилі в міжзоряному середовищі (наприклад, внаслідок спалахів наднових) мають такі ж наслідки[2].
- Пилинки, які потрапляють усередину протозір, випаровуються повністю[2].

## Безпосереднє вивчення
Детектор пилу на космічному зонді Кассіні – відомий як космічний аналізатор пилу — виявив кілька надзвичайно рідкісних частинок міжзоряного пилу з-за меж нашої Сонячної системи, і визначив їх хімічний склад. Виявилося, що різні частинки пилу дуже схожі за складом і зібрали всю суміш елементів з космосу. Таким чином, експерти підозрюють, що пил постійно руйнується, перетворюється і тим самим гомогенізує в «казані» космічного простору.